# Sphärisches Pendel
Ein sphärisches Pendel, auch Kugelpendel oder räumliches Pendel, ist ein Pendel, dessen Aufhängung Ausschläge in unterschiedliche Richtungen zulässt. Im Unterschied zum (ebenen) Kreispendel, bei dem die Bewegung der Pendelmasse auf einen vertikalen Kreis beschränkt ist, bewegt sich beim (räumlichen) Kugelpendel die Pendelmasse auf einer Kugelfläche.
Ein Spezialfall des Kugelpendels ist das konische Pendel, auch Kegelpendel, Kreispendel, Rundlaufpendel oder Zentrifugalpendel, bei dem sich die Pendelmasse auf einer horizontalen Kreisbahn bewegt und der Faden deshalb eine Kegelfläche beschreibt.
In der theoretischen Behandlung des sphärischen Pendels wird häufig vereinfachend die Aufhängung als masselos und der Pendelkörper als punktförmig angenommen sowie der Einfluss der Reibung vernachlässigt. Neben der Energieerhaltung ist beim sphärischen Pendel auch die Drehimpulserhaltung von Bedeutung. In der Projektion auf eine horizontale Ebene überstreicht der Pendelfaden daher in gleichen Zeiten gleiche Flächen (siehe Flächensatz).
Eine Anwendung des sphärischen Pendels ist das Foucaultsche Pendel, mit dessen Hilfe ohne Bezug auf Beobachtungen am Himmel die Erdrotation anschaulich nachgewiesen werden kann.

## Behandlung nach Lagrange

### Allgemeiner Fall

Bahnkurve eines sphärischen Pendels

Da sich die Pendelmasse des Kugelpendels auf einer Kugelfläche bewegt, lässt sich seine Bewegung am besten in Kugelkoordinaten beschreiben:
{\displaystyle {\vec {r}}(t)=(r,\theta ,\phi )}
Der Aufhängepunkt ist der Ursprung {\displaystyle r=0} und die z-Achse weist zur stabilen unteren Ruhelage.
Dann ist
- {\displaystyle r=R} die Länge des Pendels, die sich wegen der starren Verbindung zwischen Aufhängungspunkt und Pendelkörper nicht ändern kann
- der Polarwinkel {\displaystyle \theta } die Auslenkung aus der unteren Gleichgewichtslage
- der Azimutwinkel {\displaystyle \phi } die Rotation um die senkrechte {\displaystyle z}-Achse.

Da die Länge {\displaystyle r} konstant gehalten wird, sind die beiden Winkel die einzigen freien Variablen, also die generalisierten Koordinaten für dieses System. Es ist nun die Lagrange-Funktion
{\displaystyle L=T-V}
zu bilden, wobei {\displaystyle T} die kinetische Energie und {\displaystyle V} die potentielle Energie in Abhängigkeit von den beiden generalisierten Koordinaten und ihren Zeitableitungen bezeichnen.
Die potentielle Energie des Pendels bezüglich des Aufhängepunktes beträgt
{\displaystyle V(\theta ,\phi )=-mgR\cos \theta }
und hat ihr Minimum bei {\displaystyle \theta =0}.
Die kinetische Energie beträgt
{\displaystyle {\begin{aligned}T(\theta ,\phi ,{\dot {\theta }},{\dot {\phi }})&={\frac {1}{2}}mv^{2}\\&={\frac {1}{2}}mR^{2}({\dot {\theta }}^{2}+{\dot {\phi }}^{2}\sin ^{2}\theta )\end{aligned}}}.
Die Bewegungsgleichungen ergeben sich dann aus den Lagrangegleichungen 2. Art:
{\displaystyle {\frac {\text{d}}{{\text{d}}t}}{\frac {\partial L}{\partial {\dot {\theta }}}}={\frac {\partial {L}}{\partial \theta }}}
{\displaystyle {\frac {\text{d}}{{\text{d}}t}}{\frac {\partial L}{\partial {\dot {\phi }}}}={\frac {\partial {L}}{\partial \phi }}\,.}
Die Lagrange-Gleichungen ergeben (nach Kürzen von {\displaystyle mR^{2}}):
{\displaystyle {\ddot {\theta }}={\dot {\phi }}^{2}\sin \theta \cos \theta -{\frac {g}{R}}\sin \theta }.
{\displaystyle {\frac {\text{d}}{{\text{d}}t}}({\dot {\phi }}\;\sin ^{2}\theta )=0}.
Die zweite Lagrange-Gleichung führt sofort auf
{\displaystyle {\ddot {\phi }}=-2{\dot {\phi }}\;{\dot {\theta }}{\frac {\cos \theta }{\sin \theta }}}.
Diese Gleichungen bilden ein System von zwei gekoppelten Differentialgleichungen 2. Ordnung, von denen die zweite allerdings sofort einmal integriert werden kann, wie man an der darüberstehenden Lagrange-Gleichung sieht, aus der sie hervorgegangen ist.
Nach dieser zweiten Lagrange-Gleichung ist der zu {\displaystyle \phi } gehörige konjugierte Impuls {\displaystyle {\tfrac {\partial L}{\partial {\dot {\phi }}}}} nämlich konstant. Es ist die {\displaystyle z}-Komponente des Drehimpulses
{\displaystyle {\frac {\partial L}{\partial {\dot {\phi }}}}=mR^{2}{\dot {\phi }}\sin ^{2}\theta =L_{z}={\text{const.}}}
({\displaystyle \phi } kommt in {\displaystyle L} nicht vor und ist daher eine zyklische Variable. Dies ist ein Beispiel für das Noether-Theorem.)
Damit lässt sich {\displaystyle {\dot {\phi }}} aus der Differentialgleichung für {\displaystyle \theta } eliminieren:
{\displaystyle {\ddot {\theta }}={\frac {L_{z}^{2}}{m^{2}R^{4}}}{\frac {\cos \theta }{\sin ^{3}\theta }}-{\frac {g}{R}}\sin \theta }.
Diese Bewegungsgleichung für {\displaystyle \theta } ist im Allgemeinen nicht elementar lösbar, und es können sich komplexe Bewegungen ergeben.
Ein einfach lösbarer Fall ist das konische Pendel (s. u.).
Aussagen zu allgemeinen Eigenschaften der Bewegung lassen sich gewinnen, wenn zusätzlich die Konstanz der Gesamtenergie {\displaystyle E=T+V} berücksichtigt wird, die sich daraus ergibt, dass keine explizite Abhängigkeit von der Zeit vorliegt. Daraus folgt:
- Die Bewegung ist auf einen Bereich {\displaystyle \theta _{\text{min}}\leq \theta \leq \theta _{\text{max}}} eingeschränkt, findet also zwischen zwei Breitenkreisen statt.
- Die Auf- und Abbewegung zwischen den Breitenkreisen ist periodisch (aber nicht harmonisch).
- Die azimutale Winkelgeschwindigkeit {\displaystyle {\dot {\phi }}} ist entweder konstant Null (wenn {\displaystyle L_{z}=0}) oder hat das feste Vorzeichen von {\displaystyle L_{z}\neq 0}. Der Drehsinn der Pendelbewegung um die z-Achse kann sich daher nicht umkehren.
- Bei {\displaystyle L_{z}=0} schwingt das sphärische Pendel exakt periodisch durch die Ruhelage wie ein ebenes mathematisches Pendel.
- Bei {\displaystyle L_{z}\neq 0} ist {\displaystyle 0<\theta _{\text{min}}<90^{\circ }} und {\displaystyle \theta _{\text{max}}<180^{\circ }}. Das Pendel hält sowohl vom tiefsten als auch vom höchsten Punkt der Kugel einen Mindestabstand ein. Der periodischen Auf- und Abbewegung überlagert sich eine azimutale Drehung, so dass die aufeinanderfolgende Punkte mit {\displaystyle \theta =\theta _{\text{min}}} (ebenso auch die Punkte mit {\displaystyle \theta =\theta _{\text{max}}}) um ein {\displaystyle \Delta \phi } versetzt sind.
- Dann ist die Bewegung als ganze nur periodisch, wenn der Versatz {\displaystyle \Delta \phi } ein rationaler Bruchteil der vollen Drehung um 360° ist.

Mithilfe der Berücksichtigung der Konstanz der Energie kann die Bewegungsgleichung für {\displaystyle \theta } in eine Differentialgleichung erster Ordnung überführt werden, die allerdings auch nicht elementar lösbar ist:
{\displaystyle {\dot {\theta }}=\pm {\sqrt {{\frac {2E}{mR^{2}}}-{\frac {L_{z}^{2}}{m^{2}R^{4}\sin ^{2}\theta }}+2{\frac {g}{R}}\cos \theta }}},

### Konisches Pendel
Das konische Pendel wird durch die Lösung mit
{\displaystyle \theta ={\text{const.}}}
beschrieben.
Dann ist {\displaystyle {\ddot {\theta }}=0} und folglich nach der obigen Bewegungsgleichung
{\displaystyle {\dot {\phi }}^{2}\cos \theta ={\frac {g}{R}}}.
Demnach beschreibt das Pendel mit der konstanten Winkelgeschwindigkeit
{\displaystyle \omega ={\dot {\phi }}=\pm {\sqrt {\frac {g}{R\cos \theta }}}}
einen Kegelmantel, wobei {\displaystyle \cos \theta >0} sein muss, der konstante Auslenkwinkel also auf den Bereich {\displaystyle 0\leq \theta <90^{\circ }} eingeschränkt ist.

## Behandlung in der Newtonschen Mechanik

### Allgemeiner Fall
Die Bahnkurve {\displaystyle {\vec {r}}(t)} der Pendelmasse ergibt sich nach der Newtonschen Mechanik als Lösung der vektoriellen Differentialgleichung für die Beschleunigung
{\displaystyle {\ddot {\vec {r}}}={\vec {g}}+{\vec {a}}_{Z}}.
Der erste Summand auf der rechten Seite ist die Beschleunigung aufgrund der Schwerkraft {\displaystyle m{\vec {g}}}, die hier die eingeprägte Kraft ist. Der zweite Summand rührt von der durch den Stab ausgeübten Zwangskraft her. Sie muss den Körper auf der Kugelschale mit dem Radius {\displaystyle R} halten, also – bei jeder Position und Geschwindigkeit des Körpers – die radiale Komponente der Schwerkraft aufheben und die für die Bahnkrümmung mit dem Krümmungsradius {\displaystyle R} nötige Zentripetalkraft ausüben. Die Zwangskraft wirkt daher in radialer Richtung und ist gegeben durch:
{\displaystyle {\vec {a}}_{Z}=\left[-({\vec {g}}\cdot {\vec {e}}_{r})-{\frac {{\dot {\vec {r}}}^{2}}{R}}\right]{\vec {e}}_{r}}.
{\displaystyle {\vec {e}}_{r}={\vec {r}}/R} bezeichnet den vom Aufhängepunkt weg gerichteten radialen Einheitsvektor.
Zusammen mit der eingeprägten Kraft kann man schreiben:
{\displaystyle {\ddot {\vec {r}}}=\left[{\vec {g}}-({\vec {g}}\cdot {\vec {e}}_{r}){\vec {e}}_{r}\right]-{\frac {{\dot {\vec {r}}}^{2}}{R}}{\vec {e}}_{r}=-{\frac {{\vec {r}}\times \left({\vec {r}}\times {\vec {g}}\right)}{R^{2}}}-{\frac {{\dot {\vec {r}}}^{2}}{R^{2}}}{\vec {r}}},
Hier zeigt sich, dass die gesamte Beschleunigung {\displaystyle {\ddot {\vec {r}}}} durch die tangentiale Komponente der Schwerkraft (Term in eckigen Klammern) und die radiale Zentripetalkraft verursacht wird.
Drückt man diese Gleichung in Kugelkoordinaten aus, ergeben sich wieder die Differentialgleichungen für die Winkel {\displaystyle \theta } und {\displaystyle \phi }, die – wie oben angemerkt – nicht geschlossen gelöst werden können. Für eine numerische Lösung sind kartesische Koordinaten günstiger, weil in sphärischen Koordinaten der Winkel {\displaystyle \phi } am Ort der Ruhelage nicht definiert ist. Die nebenstehende Animation, die einen komplizierten Bewegungsablauf zeigt, wurde auf diese Weise mit einem SciLab Skript erstellt.

### Harmonische und anharmonische Näherung bei kleinen Ausschlägen

#### Qualitative Beschreibung
Bei kleinen Ausschlägen sind die Bewegungen des sphärischen Pendels einfach: Sind die Ausschläge infinitesimal klein, schwingt es wie ein isotroper zweidimensionaler harmonischer Oszillator mit derselben Frequenz
{\displaystyle \omega _{0}={\sqrt {\frac {g}{R}}}}
wie das ebene mathematische Pendel in harmonischer Näherung. Das heißt, die Bahnkurven sind raumfeste Ellipsen, einschließlich der Grenzfälle der linearen Schwingung und des Kreises. Hierzu siehe den speziellen Abschnitt im Artikel Harmonischer Oszillator. Bei kleinen, aber endlichen Ausschlägen treten anharmonische Effekte auf, die eine Verringerung der Umlauffrequenz und eine Präzession der Bahnellipse (im Drehsinn des Umlaufs) nach sich ziehen. Beides rührt daher, dass die Frequenz des ebenen mathematischen Pendels nur im infinitesimalen Bereich von der Größe des Ausschlags {\displaystyle \theta _{\text{max}}} unabhängig ist, mit zunehmendem Ausschlag aber sinkt. In niedrigster Näherung gilt (siehe in mathematisches Pendel)
{\displaystyle \omega (\theta _{\text{max}})=\omega _{0}\left(1-{\frac {1}{16}}\sin ^{2}(\theta _{\text{max}})\right)}
Eine elliptische Schwingung kann als Überlagerung von zwei linearen Schwingungen gleicher Frequenz mit verschieden großen Ausschlägen angesehen werden, die um eine Viertelperiode versetzt und rechtwinklig zueinander entlang der großen und kleinen Halbachse der Ellipse erfolgen. Diese Möglichkeit ist bei infinitesimal kleinen Ausschlägen gegeben, so dass die linearen Schwingungen synchron bleiben und eine raumfeste Ellipse bilden. Bei realen Auslenkungen ist aber beim sphärischen Pendel die Schwingung längs der kleinen Halbachse etwas schneller als die Schwingung längs der großen Halbachse, so dass sie schon über ihren Nullpunkt hinaus ist, wenn die andere erst bei ihrer maximalen Auslenkung, d. h. am Scheitelpunkt der Bahnkurve, ankommt. Zusammengesetzt ergibt sich, dass der Scheitelpunkt auf einem Kreis herumwandert.

#### Berechnung
Die Bewegungen bei kleinen Ausschlägen werden am einfachsten in kartesischen Koordinaten durch eine Entwicklung nach Potenzen behandelt. Der Ursprung liegt im Aufhängepunkt und die z-Achse ist nach unten gerichtet. Kleine Abweichungen von der Ruhelage sind definiert durch {\displaystyle |x|/R\ll 1} sowie {\displaystyle |y|/R\ll 1} und {\displaystyle |z-R|/R\ll 1}. Es ergeben sich zwei gekoppelte Differentialgleichungen für {\displaystyle {\ddot {x}}} und {\displaystyle {\ddot {y}}}, die in Potenzreihen entwickelt werden können.
1. Näherung – Linearisierung
Berücksichtigt man für infinitesimale Ausschläge nur die Glieder niedrigster Potenz, erhält man zwei entkoppelte Differentialgleichungen für ein Paar harmonischer Oszillatoren gleicher Frequenz
{\displaystyle {\begin{array}{ll}{\ddot {x}}&=-\omega _{0}^{2}\,x\\{\ddot {y}}&=-\omega _{0}^{2}\,y\end{array}}}
Für Lösungsweg und Lösung siehe harmonischer Oszillator. Dieselben Differentialgleichungen erhält man für kleine Auslenkungen aus der physikalisch begründeten Näherung, dass die Bewegung sich nur in der Ebene {\displaystyle z=R} abspielt und die zur Ruhelage {\displaystyle x=y=0} hin rücktreibende Kraft durch die tangentiale Komponente der Schwerkraft gegeben ist, wobei diese (für Auslenkung in x-Richtung) durch
{\displaystyle -m\,g\,\sin(\theta )\approx -m\,g\,\theta \approx -{\frac {m\,g}{R}}x}
genähert wird (für y-Richtung entsprechend). Die Bahnkurven sind raumfeste Ellipsen mit beliebiger Orientierung der Achsen in der Schwingungsebene, einschließlich der Grenzfälle Strecke und Kreis.
2. Näherung – kubische Glieder, rotierende Ellipse
In nächster Näherung treten kubische Glieder auf, über die die beiden Differentialgleichungen auch gekoppelt sind. Eine geschlossene Lösung ist nicht möglich. Eine Näherungslösung geht, der obigen qualitativen Diskussion entsprechend, vom Ansatz einer langsam rotierenden Ellipsenbahn aus. Demnach durchläuft der Pendelkörper eine Ellipse mit den Halbachsen {\displaystyle a} und {\displaystyle b} mit der Kreisfrequenz
{\displaystyle \omega (a,b)=\omega _{0}\left(1-{\frac {1}{8}}{\frac {a^{2}+b^{2}}{R^{2}}}\right)}.
Die Ellipse rotiert dabei im Sinn des Umlaufs so, dass der Scheitelpunkt bei jedem Umlauf um den Winkel
{\displaystyle \Delta \phi (a,b)={\frac {3}{4}}{\frac {\pi ab}{R^{2}}}}
versetzt wird. Das entspricht einer Drehung der Bahn mit einer Winkelgeschwindigkeit
{\displaystyle \Omega (a,b)={\frac {3}{8}}\omega _{0}{\frac {ab}{R^{2}}}}.
Diese Präzessionsbewegung ist zum Beispiel eine häufige Störung beim Foucaultschen Pendel, weil sie leicht die Größe der Präzession aufgrund der Erddrehung erreicht.